# Arbacia nigra
Espèce
Arbacia nigra (ou, auparavant, Tetrapygus niger) est une espèce d'oursin de la famille des Arbaciidae.

## Description
C'est un oursin régulier : son test (coquille) est de forme ronde (mais légèrement aplati dorsalement), la bouche est située au centre de la face orale (inférieure) et l'anus (« périprocte ») à l'opposé, au sommet, avec les orifices génitaux et le madréporite. Ce test est plat sur la face orale (inférieure, où se situe la bouche) et bombé sur la face aborale (supérieure, où se situe l'anus).
Il est recouvert de piquants appelés « radioles », dont la longueur ne dépasse pas la moitié du diamètre du test.

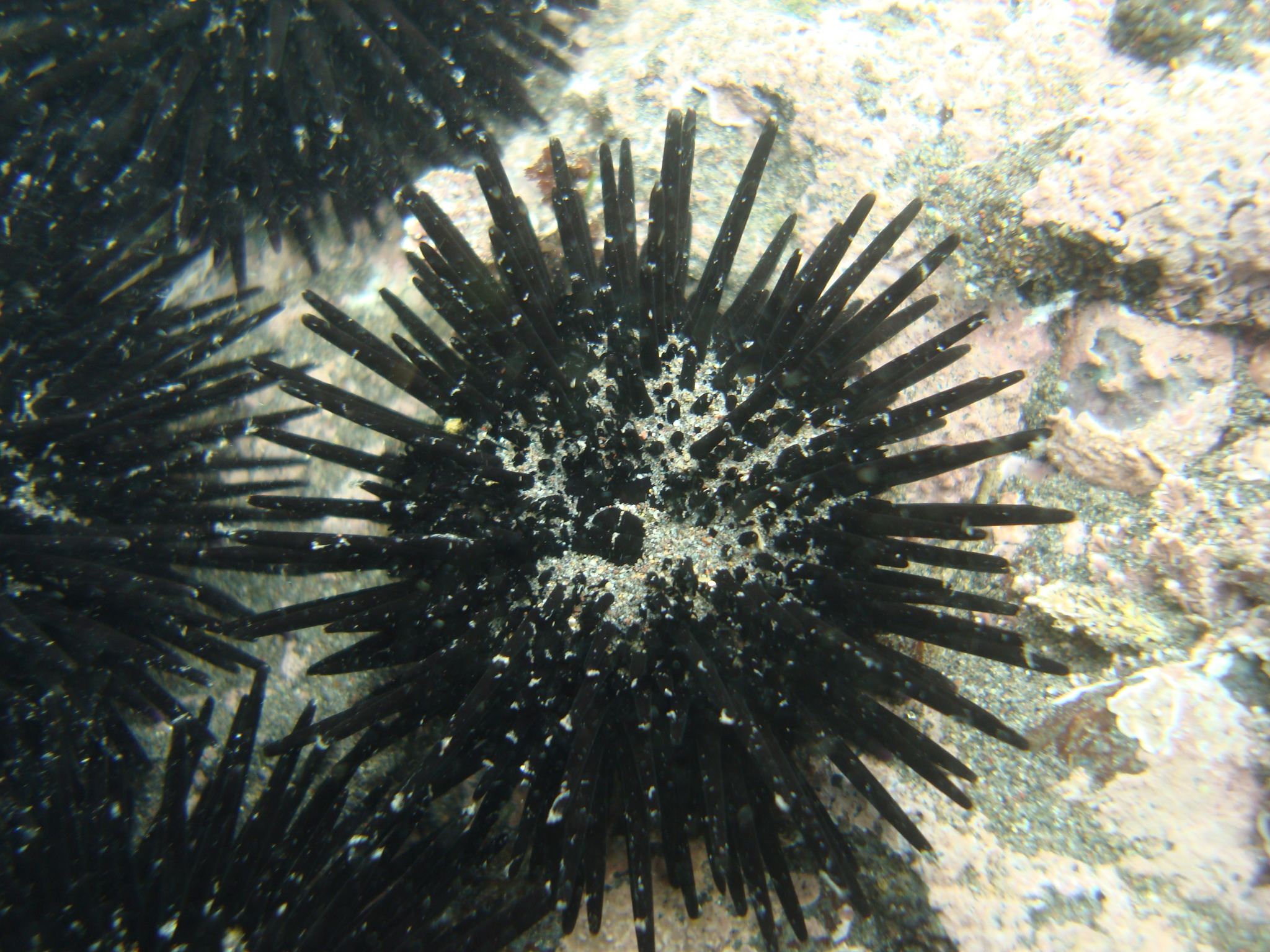
in situ
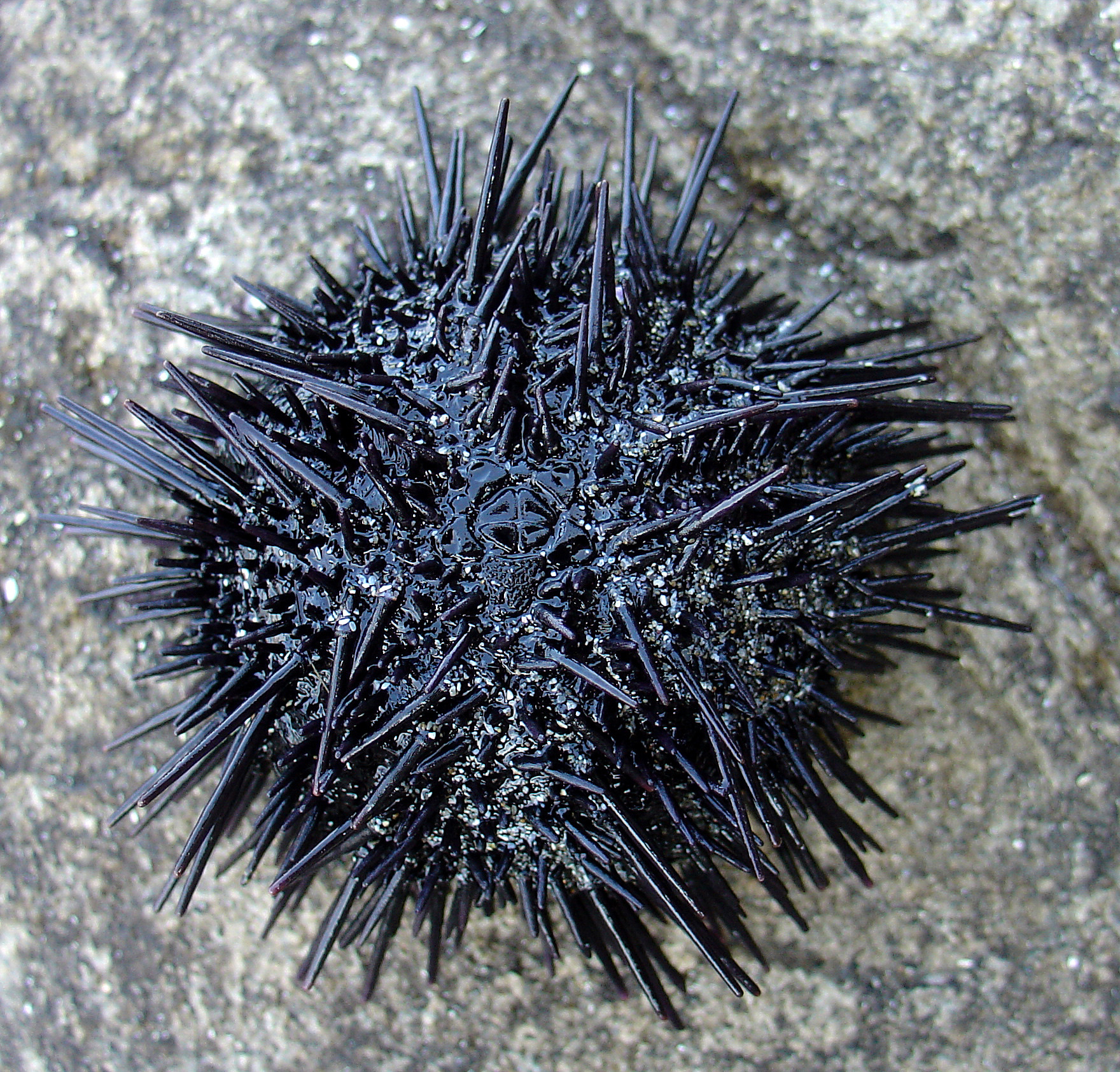
Spécimen hors de l'eau.
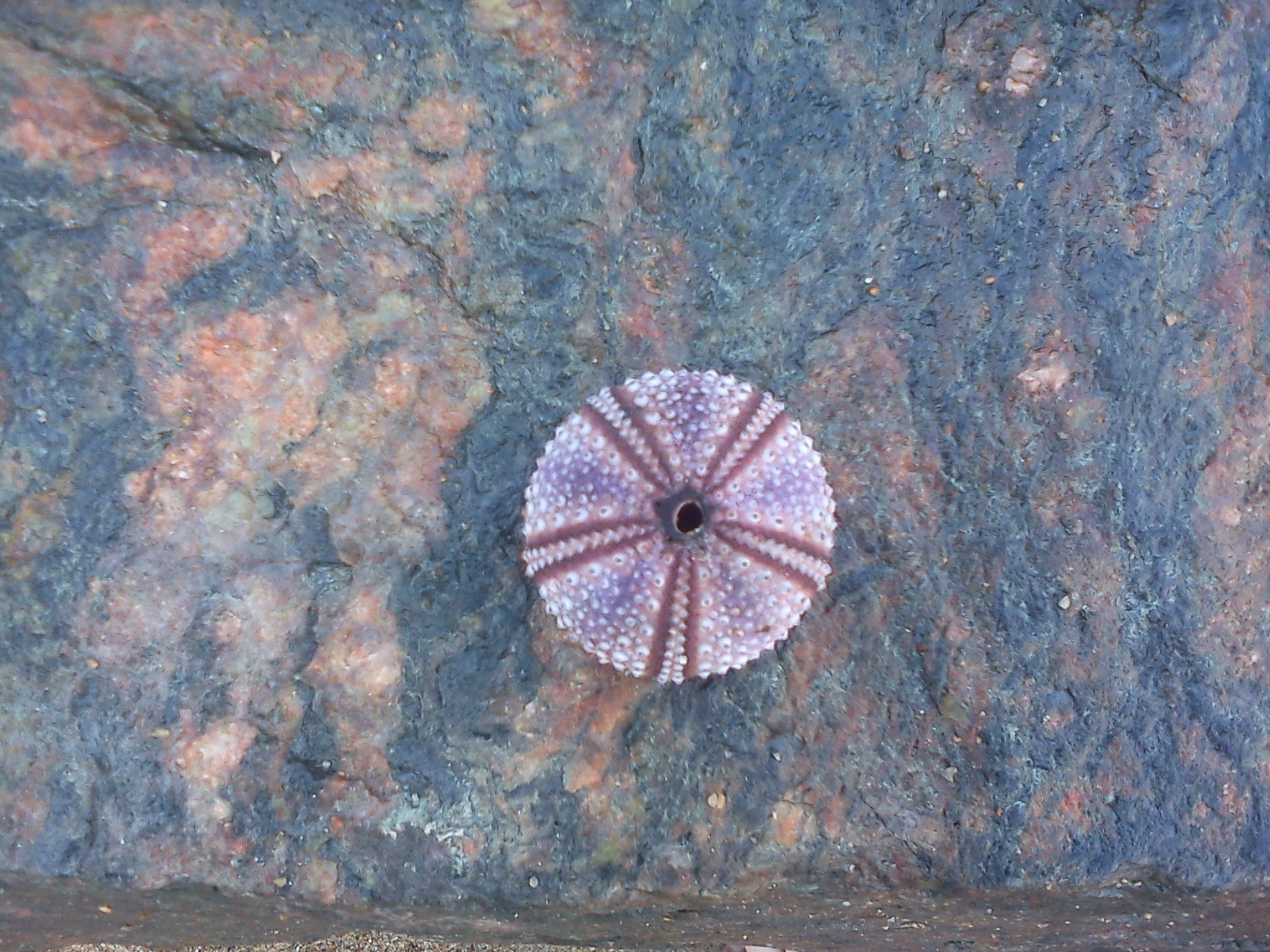
Test.

Il ressemble beaucoup à son cousin l'oursin noir de Méditerranée Arbacia lixula, mais ne partage pas la même aire de distribution.

## Habitat et répartition
On trouve cet oursin dans les fjords et autres bras de mer abrités des côtes pacifiques d'Amérique latine : Pérou, Chili. 
Il a également été introduit en Afrique du sud.

## Systématique
Cet oursin a d'abord été placé dans le genre monotypique Tetrapygus, sous Tetrapygus niger, mais des études récentes ont permis d'élargir le genre Arbacia jusqu'à inclure cette espèce. 
Le nom valide complet (avec auteur) de ce taxon est Arbacia nigra (Molina, 1782).
Arbacia nigra a pour synonymes :
- Arbacia (Echinocidaris) nigra (Molina, 1782)
- Arbacia (Tetrapygus) nigra (Molina, 1782)
- Echinocidaris nigra (Molina, 1782)
- Echinus niger Molina, 1782
- Echinus purpurescens Valenciennes, 1846
- Pygomma (Tetrapygus) nigrum (Molina, 1782)
- Tetrapygus niger (Molina, 1782)

## Publication originale
- Molina, J. I. (1782). Saggio sulla storia naturale del Chile, del Signor Abate Giovanni Ignazio Molina. Bologna. i-v + 1-306 + errata + map. lire